# Microcapnolymma angustata
Microcapnolymma angustata är en skalbaggsart som beskrevs av Maurice Pic 1928. Microcapnolymma angustata ingår i släktet Microcapnolymma och familjen långhorningar. Inga underarter finns listade i Catalogue of Life.